# Касараб, Максим Дмитриевич
Макси́м Дми́триевич Касара́б (бел. Максім Дзмітрыевіч Касараб; род. 10 июня 2003, Минск) — белорусский футболист, защитник брестского «Динамо».

## Клубная карьера

### «Минск»
Начинал заниматься футболом в школе минского «Динамо». Первый тренер — Томаш Маратович Гумеров. В возрасте 10 лет перешёл в юношескую команду другого минского «Минска». С 2019 года начал выступать за дублирующий состав клуба. В октябре 2019 года вместе с клубом принимал участие в юношеской лиге УЕФА. Первый матч на европейском юношеском турнире сыграл 2 октября 2019 года против английского клуба «Дерби Каунти», где футболист появился на поле в стартовом составе и сыграл все 90 минут основного времени. За основную команду клуба футболист дебютировал 5 сентября 2020 года в матче Кубка Беларуси против «Островца», выйдя на замену на замену на последних минутах.
В начале 2021 года футболист стал тренироваться с основной командой столичного клуба. Новый сезон футболист начал 6 марта 2021 года с матча Кубка Беларуси против «Ислочи», выйдя на замену на 78 минуте. Дебютный матч в рамках Высшей лиги сыграл 13 марта 2021 года против солигорского «Шахтёра», где футболист появился на поле на последних минутах. Свой дебютный гол за клуб забил 11 апреля 2021 года в матче против борисовского БАТЭ. Затем футболист быстро смог закрепиться в основной команде клуба, став одним из ключевых игроков. Всего за сезон отличился забитым голом и 3 результативными передачами.
Весь сезон 2022 года футболист пропустил из-за травмы, вернувшись в распоряжение клуба лишь в начале 2023 года. Первый матч за клуб сыграл 2 апреля 2023 года против «Слуцка», выйдя на поле в стартовом составе. Первым в сезоне забитым голом футболист отличился 8 апреля 2023 года в матче против борисовского БАТЭ. На протяжении всего сезона футболист был в клубе одним из ключевых игроков, отличившись своим единственным забитым голом. По итогу сезона футболист вместе с клубом завершил чемпионат на итоговом девятом месте. В декабре 2023 года появилась информация, что футболист покидает клуб. Вскоре футболист официально покинул столичный клуб.

### «Динамо-Брест»
В январе 2024 года появилась информация, что в подписании футболиста заинтересован «Гомель». Вскоре, также по сообщениям источников, сообщалось, что футболист близок к переходу в брестское «Динамо». Вскоре футболист официально перешёл в брестский клуб, подписав трёхлетний контракт. Дебютировал за клуб футболист 15 марта 2024 года в матче против «Ислочи», выйдя на поле в стартовом составе. Первым результативным действием за клуб футболист отличился 14 апреля 2024 года в матче против «Минска», отдав голевую передачу.

## Карьера в сборной
В октябре 2019 года в составе юношеской сборной Беларуси принимал участие в отборочных матчах чемпионата Европы с Венгрией и Сербией. В январе 2020 года футболист вместе со сборной отправился выступать на Кубок Развития. В финале турнира футболист вместе со сборной одержал победу в серии пенальти против Таджикистана. В октябре 2021 года играл за юниорскую сборную Беларуси в квалификационном раунде чемпионата Европы.
В марте 2023 года футболист получил вызов в молодёжную сборную Беларуси. Дебютировал за сборную 24 марта 2023 года в матче против сборной Андорры. В следующем матче 28 марта 2023 года против Греции забил свой дебютный гол за сборную.

## Клубная статистика
| Выступление      | Выступление      | Выступление      | Лига | Лига | Кубки | Кубки | Конт. кубки | Конт. кубки | Итого | Итого |
| Клуб             | Лига             | Сезон            | Игры | Голы | Игры  | Голы  | Игры        | Голы        | Игры  | Голы  |
| ---------------- | ---------------- | ---------------- | ---- | ---- | ----- | ----- | ----------- | ----------- | ----- | ----- |
| Минск            | Высшая лига      | 2020             | 0    | 0    | 0     | 0     | 0           | 0           | 0     | 0     |
| Минск            | Высшая лига      | 2021             | 21   | 1    | 2     | 0     | 0           | 0           | 23    | 1     |
| Минск            | Итого            | Итого            | 21   | 1    | 2     | 0     | 0           | 0           | 23    | 1     |
| Всего за карьеру | Всего за карьеру | Всего за карьеру | 21   | 1    | 2     | 0     | 0           | 0           | 23    | 1     |

## Достижения
Сборные
Беларусь (до 17)
- Победитель Кубка Развития: 2020